# Bandeira das Nações Unidas
A bandeira das Nações Unidas consiste no emblema que representa a projeção equidistante azimutal branca do mapa-múndi, centrada no Polo Norte, com dois ramos de oliveira brancos colocados à sua direita e à esquerda, localizados no fundo azul-celeste. O emblema foi adotado oficialmente em 7 de dezembro de 1946, e a bandeira, em 20 de outubro de 1947. 

## Projeto

Emblema das Nações Unidas

A bandeira das Nações Unidas consiste no emblema branco sobre o fundo azul-celeste. O emblema representa uma projeção equidistante azimutal do mapa-múndi, centrado no Polo Norte, com o globo sendo dividido no centro pelo Meridiano primário e pela linha internacional de data, garantindo assim que nenhum país esteja em destaque dentro da bandeira. A projeção do mapa se estende até 60 graus de latitude sul e inclui cinco círculos concêntricos. O mapa está inscrito numa grinalda constituída por ramos cruzados convencionalizados da oliveira.  
O tamanho do emblema na bandeira é metade da largura da própria bandeira. As proporções da bandeira da proporção da altura da bandeira para sua largura são iguais a 2:3, 3:5 ou às mesmas proporções que a bandeira nacional de qualquer país em que a bandeira da ONU é hasteada.  Branco e azul são as cores oficiais das Nações Unidas. O código de cor de fundo azul claro é Pantone Matching System 2925. Aproxima-se do azul-celeste. 
Os ramos de oliveira são um símbolo da paz, e o mapa-múndi representa todas as pessoas e países do mundo. 

## História

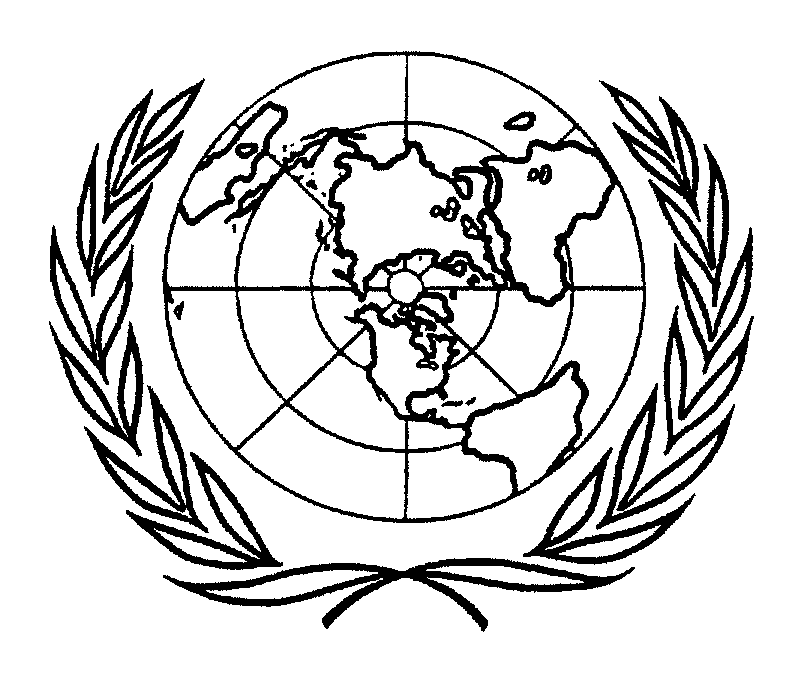
Insígnia exibida na capa da Carta das Nações Unidas, de 26 de junho de 1945, anterior à adoção oficial de uma bandeira das Nações Unidas. Notavelmente, a parte inferior e vertical do globo está centrada em 100° Oeste, o que coloca a América do Norte em destaque. Versões posteriores da insígnia das Nações Unidas mudam isso para alinhar mais perto e, eventualmente, no meridiano primário (0 ° de longitude).

Os organizadores da Conferência das Nações Unidas sobre Organização Internacional de 1945 em São Francisco, Califórnia queriam uma insígnia que pudesse ser transformada em um alfinete para identificar os delegados. O secretário de Estado dos Estados Unidos, Edward Stettinius Jr., era o presidente da delegação dos Estados Unidos e percebeu que um desenho temporário poderia se tornar o símbolo permanente das Nações Unidas. Ele formou um comitê liderado por Oliver Lundquist que desenvolveu um desenho que consistia em um mapa-múndi cercado por folhas de um desenho criado por Donal McLaughlin.  
McLaughlin havia trabalhado anteriormente como chefe de gráficos para o Escritório de Serviços Estratégicos que precedeu a CIA. A projeção equidistante azimutal usada em seu projeto foi fortemente influenciada pelos mapas criados durante a Segunda Guerra Mundial por Richard Edes Harrison, um cartógrafo popular que trabalhava para a Fortune e Life.  .

A "Bandeira de Honra das Nações Unidas", usada como símbolo dos aliados de guerra, c. 1943–1948

O azul que aparece no fundo da insígnia foi escolhido para ser "o oposto do vermelho, a cor da guerra",  embora a tonalidade exata nunca tenha sido especificada oficialmente pelas Nações Unidas. A cor original que o grupo escolheu em 1945 foi um azul acinzentado que difere da atual bandeira das Nações Unidas. O globo usado no projeto original era uma projeção azimutal focada no Polo Norte com os Estados Unidos, a nação anfitriã da conferência, no centro. A projeção utilizada cortava porções do Hemisfério Sul na latitude da Argentina, o que era aceitável na época, já que a Argentina não foi planejada para ser um membro original das Nações Unidas.  A projeção foi posteriormente alterada para que nenhum país fique em destaque dentro da bandeira. O novo logotipo agora foi projetado de forma que o globo seja dividido ao meio no centro pelo Meridiano primário e pela Linha Internacional de Data. A versão anterior do emblema tinha o globo 90 graus voltado para o leste em comparação com a bandeira atual, que tem o Meridiano primário e a Linha Internacional de Data formando o diâmetro vertical. Segundo comunicados à imprensa, a mudança foi feita para afastar a América do Norte do centro do emblema. 
Em 1946, um comitê da ONU foi encarregado de fazer um projeto definitivo, que foi apresentado em 2 de dezembro de 1946. O emblema foi adotado pela sessão plenária da ONU em 7 de dezembro de 1946, e a bandeira foi adotada oficialmente em 20 de outubro de 1947. 

## Uso
De acordo com a Convenção sobre a Segurança das Nações Unidas e Pessoal Associado, o emblema e a bandeira das Nações Unidas podem ser usados pelo pessoal e material das missões de manutenção da paz da ONU como sinal de proteção para evitar ataques durante um conflito armado.
A bandeira das Nações Unidas também pode ser hasteada como bandeira de guarnição com bandeiras de outros países. O tamanho da guarnição é de 3 metros por 9 metros.

## Bandeiras derivadas
| Imagem | Entidade abrev. | Nome da entidade                                                     | Descrição da imagem |
| ------ | --------------- | -------------------------------------------------------------------- | --- |
|        | AIEA            | Agência Internacional de Energia Atómica                             | A AIEA tem uma bandeira com as mesmas cores e ramos de oliveira das Nações Unidas. O símbolo central é o modelo de Bohr do átomo de berílio com quatro elétrons. A AIEA é independente, mas se reporta às Nações Unidas. |
|        | ICAO            | Organização da Aviação Civil Internacional                           | É o da ONU com asas de piloto sobrepostas. |
|        | OIT             | Organização Internacional do Trabalho                                | É o da ONU, mas substituindo o mapa por uma roda dentada interrompida com as letras "ILO" dentro dela. |
|        | IMO             | Organização Marítima Internacional                                   | Pega a bandeira da ONU, encolhe a imagem do mapa e coloca atrás dela uma cruz acorrentada de âncoras. |
|        | UIT             | União Internacional de Telecomunicações                              | Tem o logotipo ITU - um globo, um raio e as letras "ITU". |
|        | UNESCO          | Organização das Nações Unidas para a Educação, a Ciência e a Cultura | Tem as mesmas cores das Nações Unidas; seu símbolo é um templo grego (possivelmente o Parthenon), representando ciência, aprendizado e cultura. As seis colunas são formadas pelas letras do nome da organização.        |
|        | UNICEF          | Fundo das Nações Unidas para a Infância                              | Tem as folhas e o globo da bandeira da ONU, mas com uma mãe e filho embutidos em vez do mapa-múndi. |
|        | UPU             | União Postal Universal                                               | É azul ONU com o logotipo da organização em branco. |
|        | PMA             | Programa Alimentar Mundial                                           | Tem as folhas de oliveira da bandeira da ONU, com uma mão segurando grãos ao centro, no lugar do globo. As cores branco/azul da bandeira da ONU são invertidas na bandeira do PMA.                                       |
|        | OMS             | Organização Mundial de Saúde                                         | Idêntica à bandeira da ONU, com um Bordão de Asclépio, um símbolo tradicional da medicina, adicionado. |
|        | OMM             | Organização Meteorológica Mundial                                    | A bandeira é a da ONU com uma rosa dos ventos e as letras "OMM/WMO" no topo do globo. |

### Bandeiras de adições propostas
| Imagem | Entidade abrev. | Nome da entidade                         | Descrição da imagem |
| ------ | --------------- | ---------------------------------------- | --- |
|        | APNU            | Assembleia Parlamentar das Nações Unidas | A APNU tem uma bandeira com as mesmas cores e ramos de oliveira das Nações Unidas. O símbolo central representa assentos de um parlamento. |

### Bandeiras nacionais
A bandeira da ONU é a origem de uma família de bandeiras nacionais. Por causa da associação da ONU com a paz e a cooperação, as bandeiras inspiradas na ONU são frequentemente adotadas por estados que passaram por conflitos ou instabilidade. Muitos estados com bandeiras inspiradas na ONU eram ou faziam parte dos territórios sob tutela das Nações Unidas.
| Imagem | Entidade abrev.                             | Descrição |
| ------ | ------------------------------------------- | --- |
|        | Camboja (1992-1993)                         | A bandeira da Autoridade Transitória das Nações Unidas no Camboja usa as cores da ONU com um mapa branco do Camboja com a palavra Camboja em escrita quemer. |
|        | Chipre                                      | A bandeira do Chipre usa um mapa e ramos de oliveira inspirados na bandeira da ONU. |
|        | Eritreia (1952-1962)                        | A primeira bandeira da Eritreia usava ramos azuis e de oliveira da ONU. |
|        | Eritreia (1993-presente)                    | A bandeira atual da Eritreia usa menos o azul da ONU, mas mantém os ramos de oliveira. |
|        | Estados Federados da Micronésia             | A bandeira dos Estados Federados da Micronésia é derivada da antiga bandeira inspirada pela ONU do Território Fiduciário das Ilhas do Pacífico, da qual fazia parte.                                                                                            |
|        | Ilhas Marianas Setentrionais                | A bandeira das Ilhas Marianas Setentrionais também é derivada da antiga bandeira inspirada pela ONU do Território Fiduciário das Ilhas do Pacífico, da qual fazia parte.                                                                                        |
|        | Somália (1954-presente)                     | A bandeira da Somália tem azul e branco da ONU e foi usada pela primeira vez durante o período do Território Fiduciário das Nações Unidas da Somalilândia. |
|        | Território Fiduciário das Ilhas do Pacífico | A bandeira do Território Fiduciário das Ilhas do Pacífico usa o azul da ONU e foi adotada durante um período de transição administrado pela ONU para a independência.                                                                                           |
|        | Turquemenistão                              | A bandeira do Turquemenistão usa ramos de oliveira da ONU abaixo dos cinco guls de tapete. |
|        | Antártida                                   | Graham Bartram usa a bandeira das Nações Unidas como modelo. Um mapa do continente em fundo azul simboliza neutralidade (vários países reivindicam territórios na Antártida).                                                                                   |
|        | Bósnia e Herzegovina                        | Foi desenhada pelo diplomata espanhol Carlos Westendorp, o qual continha três desenhos. O primeiro seria a base da atual bandeira, mas com uma cor azul claro, similar à da bandeira da ONU, e com 10 estrelas fixas.                                           |
|        | Bósnia e Herzegovina                        | Segundo desenho. Essa alternativa para uma nova bandeira usava a cor azul claro da bandeira das Nações Unidas e um único ramo de oliveira dourado no centro, também da Bandeira/emblema das Nações Unidas, mas com rotação de 30 graus no sentido anti-horário. |
|        | Bósnia e Herzegovina                        | Terceira bandeira alternativa do primeiro conjunto de propostas para a mudança da bandeira da Bósnia e Herzegovina. Possui o mapa do país em contorno branco |
|        | Kosovo                                      | Proposta de bandeira do Kosovo de 2007 com base na bandeira albanesa e da ONU |

### Uso fora da ONU
A bandeira da ONU é retratada no fundo do ex-secretário-geral da ONU Dag Hammarskjöld na nota de 1.000 SEK da Suécia, a denominação mais alta da moeda. As notas estão em circulação desde outubro de 2015. 

## Ligação externa
- Código de Bandeiras da ONU, 20 de novembro de 2020
- Código da Bandeira das Nações Unidas